# Pandolfo di Capaccio
Pandolfo o Paldolfo (... – giugno 1052) è stato un nobile longobardo, primo signore (dominus) di Capaccio nel Principato di Salerno.
Pandolfo era il figlio più giovane del principe Guaimario III di Salerno e della sua seconda moglie Gaitelgrima. Nacque negli anni 1010. La morte del suo fratellastro maggiore, il principe Giovanni (III), nel 1018 gli permise di ereditare la signoria di Capaccio. Un documento del 1092 dell'abbazia della Trinità della Cava, ricorda il principato di Guaimario III fu definitivamente diviso tra i suoi figli nel 1042: il primogenito Guaimario IV ottenne Salerno, il suo secondogenito Guido ottenne Sorrento e Pandolfo ottenne Capaccio.
Pandolfo sposò Teodora, figlia del conte Gregorio II di Tuscolo e quindi nipote di papa Benedetto IX. Ebbero cinque figli - Gregorio, Giovanni, Guaimario, Gisulfo e Guido - e almeno una figlia, Sichelgarda o Sichelgaita. C'è una certa discrepanza su quante volte, e con chi, quest'ultima è stata sposata. I mariti di cui abbiamo fonti certe sono i normanni Ascittino di Sicigiano e Ruggero di San Severino. Potrebbe aver avuto un precedente matrimonio con Goffredo di Medania. I discendenti di Pandolfo furono numerosi, tra questi i signori longobardi e normanni di Trentinara, Corneto, Fasanella, Novi e San Severino.
Nel luglio del 1047, il vescovo Amato di Pesto esonerò dall'autorità episcopale una chiesa di Capaccio di proprietà di Pandolfo, ne riconobbe il diritto di celebrare i battesimi e confermò il diritto di Pandolfo di scegliere se il clero della chiesa dovesse essere secolare o monastico. In cambio di questi diritti nella sua chiesa, Pandolfo pagò al vescovo sei libbre d'argento. Pandolfo possedeva anche il monastero di Santa Sofia a Salerno. Dopo la sua morte, fu riconvertito in una chiesa ed era in rovina quando fu acquistata dall'abbazia della Trinità della Cava nel 1100.
Pandolfo fu assassinato insieme a suo fratello Guaimario IV nel giugno 1052 (la data esatta è riportata come 2, 3 o 4 giugno, a seconda della fonte). Furono vittime di una congiura della cavalleria salernitana, provocata dai conti di Teano, a favore di Pandolfo III.

## Ascendenza
|                          |                           |                          | Genitori |  |  | Nonni |  |  | Bisnonni            |  |  | Trisnonni |  |
|                          |                           |                          |          |  |  |       |  |  | Lamberto di Spoleto |  |  | …         |  |
|                          |                           |                          |          |  |  |       |  |  | Lamberto di Spoleto |  |  | …         |  |
|                          |                           | …                        |          |  |  |       |  |  | Lamberto di Spoleto |  |  |           |  |
| Giovanni II di Salerno   |                           |                          |          |  |  |       |  |  | Lamberto di Spoleto |  |  |           |  |
|                          |                           | …                        | …        |  |  |       |  |  |                     |  |  |           |  |
|                          |                           | …                        | …        |  |  |       |  |  |                     |  |  |           |  |
|                          |                           | …                        | …        |  |  |       |  |  |                     |  |  |           |  |
| Guaimario III di Salerno |                           | …                        |          |  |  |       |  |  |                     |  |  |           |  |
|                          |                           | …                        | …        |  |  |       |  |  |                     |  |  |           |  |
|                          |                           | …                        | …        |  |  |       |  |  |                     |  |  |           |  |
|                          |                           | …                        | …        |  |  |       |  |  |                     |  |  |           |  |
| Sichelgaita              |                           | …                        |          |  |  |       |  |  |                     |  |  |           |  |
|                          |                           | …                        | …        |  |  |       |  |  |                     |  |  |           |  |
|                          |                           | …                        | …        |  |  |       |  |  |                     |  |  |           |  |
|                          |                           | …                        | …        |  |  |       |  |  |                     |  |  |           |  |
| Pandolfo di Capaccio     |                           | …                        |          |  |  |       |  |  |                     |  |  |           |  |
|                          | Landolfo III di Benevento | Landolfo II di Benevento |          |  |  |       |  |  |                     |  |  |           |  |
|                          | Landolfo III di Benevento | Landolfo II di Benevento |          |  |  |       |  |  |                     |  |  |           |  |
|                          | Landolfo III di Benevento | …                        |          |  |  |       |  |  |                     |  |  |           |  |
| Pandolfo II di Benevento | Landolfo III di Benevento |                          |          |  |  |       |  |  |                     |  |  |           |  |
|                          |                           | …                        | …        |  |  |       |  |  |                     |  |  |           |  |
|                          |                           | …                        | …        |  |  |       |  |  |                     |  |  |           |  |
|                          |                           | …                        | …        |  |  |       |  |  |                     |  |  |           |  |
| Gaitelgrima di Benevento |                           | …                        |          |  |  |       |  |  |                     |  |  |           |  |
|                          |                           | …                        | …        |  |  |       |  |  |                     |  |  |           |  |
|                          |                           | …                        | …        |  |  |       |  |  |                     |  |  |           |  |
|                          |                           | …                        | …        |  |  |       |  |  |                     |  |  |           |  |
| …                        |                           | …                        |          |  |  |       |  |  |                     |  |  |           |  |
|                          |                           | …                        | …        |  |  |       |  |  |                     |  |  |           |  |
|                          |                           | …                        | …        |  |  |       |  |  |                     |  |  |           |  |
|                          |                           | …                        | …        |  |  |       |  |  |                     |  |  |           |  |
|                          |                           | …                        |          |  |  |       |  |  |                     |  |  |           |  |